# Сервантес (Рио-Негро)
Сервантес (исп. Cervantes) — город и муниципалитет в департаменте Хенераль-Рока провинции Рио-Негро (Аргентина).

## История
В 1910 году аргентинское правительство выделило участок земли испанскому писателю Висенте Бланко Ибаньесу, который основал там поселение Колония-Сервантес, и попытался привлечь в 1911 году переселенцев из Испании. Однако его попытка окончилась неудачей, и в 1913 году он продал всю свою собственность.
Возрождение колонии началось в 1921 году после того, как здесь были проведены ирригационные работы.